# 군용 낫
군용 낫(military scythe)은 칼날의 오목한 면에 구부러진 외날 칼날이 있는 장대 무기의 한 형태이다. 칼날은 농업용 낫과 표면적으로 유사하지만 전쟁 낫은 농업 도구와 관련이 없으며 특별히 제작된 보병용 근접 무기이다. 군용 낫의 칼날은 창이나 칼날과 비슷한 두께인 규칙적인 비율의 납작한 부분을 가지고 있으며 끝으로 갈수록 가늘어지면서 가장자리를 따라 약간 휘어진다. 이것은 풀과 밀을 베는 데 특화된 매우 얇고 불규칙하게 휘어진 칼날을 가진 농업용 낫과는 매우 다르며 즉석 창이나 폴암의 칼날로는 부적합하다.
포샤드(군용 낫에서 진화한 것으로 추정됨)와 비교할 때, 전쟁 낫의 칼날은 농기구처럼 오목한 면에 날이 있는 반면 포샤드는 볼록한 면을 따라 날이 있다.

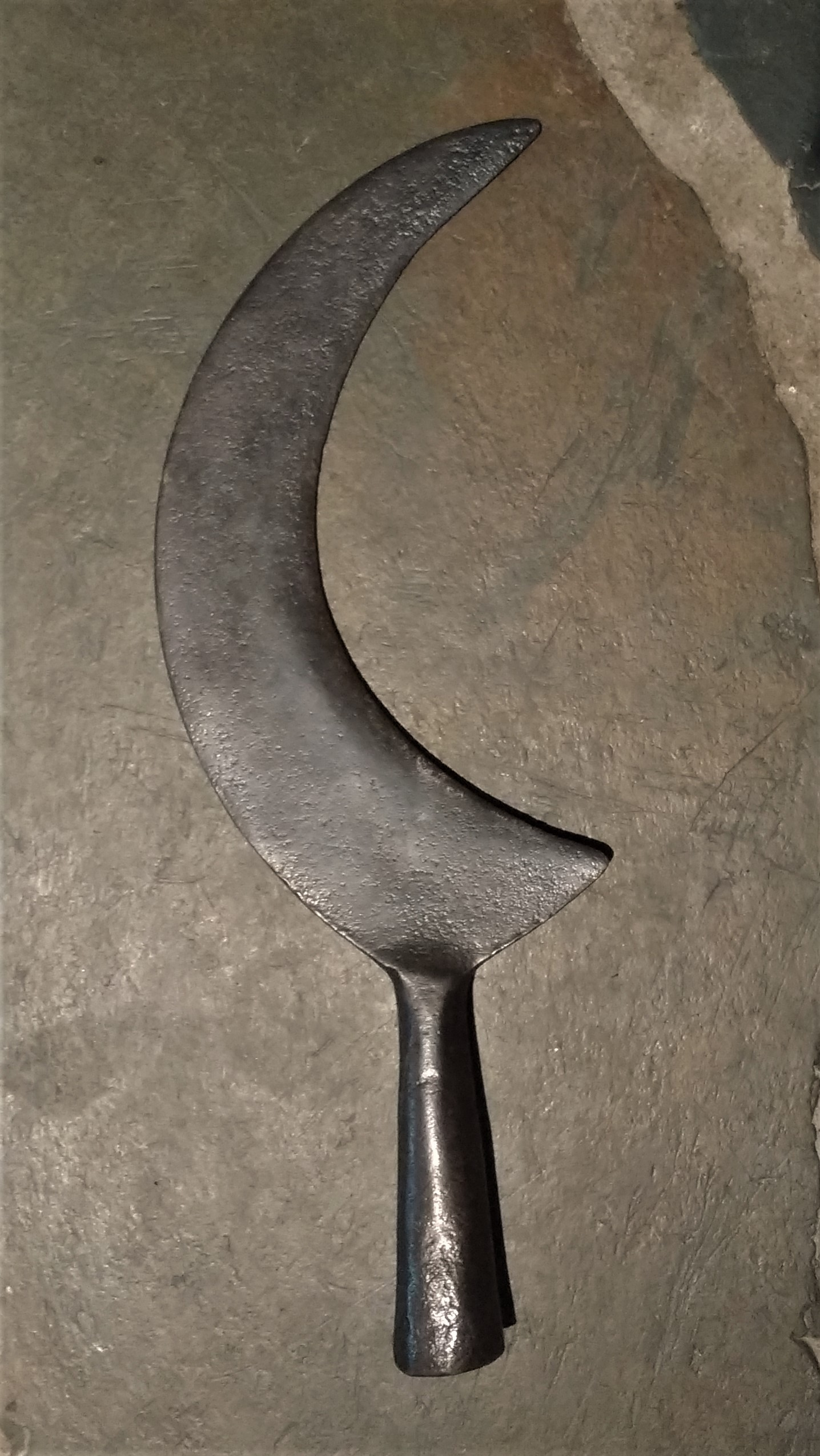
17세기 스코틀랜드 군용 낫

## 같이 보기
- 팔스
- 롬파이아
- 과 (무기)